# Frits Philips

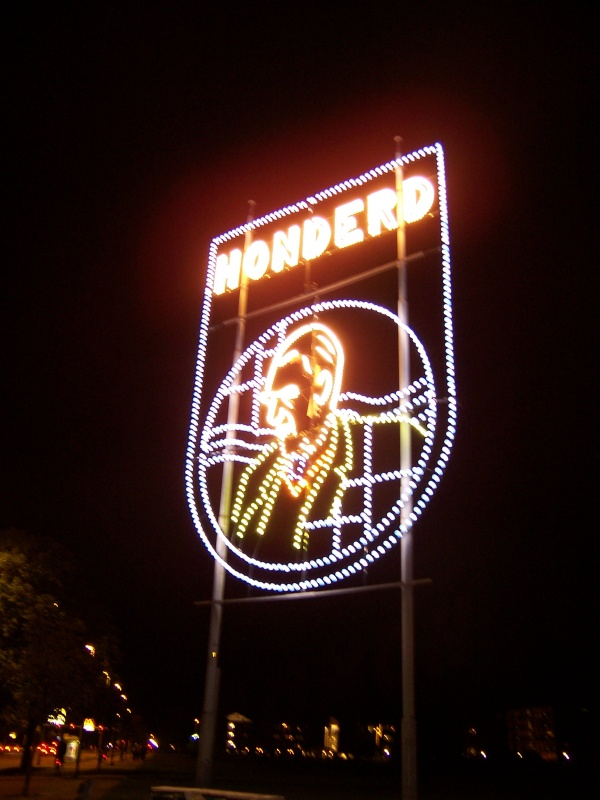
Uma figura de Frits Philips no Lichtjesroute de 2005, em celebração ao seu centenário

Frederik ("Frits") Jacques Philips (Eindhoven, 16 de abril de 1905 — Eindhoven, 5 de dezembro de 2005) foi um empresário dos Países Baixos.
Foi o quarto presidente do conselho de administração da Companhia Holandesa de Eletrônicos Philips.

## Biografia
Frits Philips nasceu na cidade de Eindhoven, no sul dos Países Baixos. Ele era o único filho de Anton Philips e Anna de Jongh, e era também sobrinho de Gerard Philips. Frits teve uma irmã mais velha (Annetje) e uma irmã mais nova (Jettie). Em 1923 iniciou seus estudos na Universidade Técnica de Delft; ele recebeu o grau de engenheiro em engenharia mecânica em 1929. Em 4 de julho de 1929 casou-se com Sylvia van Lennep com quem teve sete filhos. Em 18 de outubro de 1935 foi apontado vice-diretor e membro do conselho da Philips.
Durante a ocupação dos Países Baixos pela Alemanha Nazista na Segunda Guerra Mundial, Frans Otten e Anton Philips, os outros managers da companhia, fugiram para a Grã-Bretanha. Frits, entretanto, permaneceu nos Países Baixos. De 30 de maio a 30 de setembro de 1943 foi preso no campo de concentração Vught por causa de uma greve na fábrica da Philips.
Durante a ocupação, Frits salvou a vida de 382 judeus indicando ao nazistas que eles eram indispensáveis para o processo de produção na Philips. Em 1996 foi honrado por Yad Vashem como justo entre as nações pelas suas ações.